# عین البیضا (فلسطین)
عین البیضا (به لاتین: Ein al-Beida) یک روستا در دولت فلسطین است که در استان طوباس واقع شده‌است. عین البیضا ۱۵٫۰ کیلومتر مربع مساحت و ۱٬۰۵۰ نفر جمعیت دارد.